# Explora II
Explora II è una nave da crociera appartenente alla compagnia di navigazione Explora Journeys.

## Caratteristiche
L'unità, crociera di lusso costata all'armatore circa 500 milioni di euro, è lunga 248 metri e larga 32 ed è in grado di ospitare circa 900 passeggeri in 461 suite.
Dotata di 14 ponti, presenta al suo intero sei ristoranti, 12 bar e saloni interni ed esterni, quattro piscine, ampi ponti esterni con cabanas private e quasi 1.000 metri quadrati di strutture per il benessere e il fitness.

## Servizio
La nave, seconda unità della propria classe a prendere servizio, è stata varata il 6 settembre 2023 nel cantiere navale Fincantieri di Sestri Ponente e consegnata il 12 settembre 2024 alla Explora Journeys. Trasferita a Civitavecchia, il 16 settembre viene battezzata dalla madrina Rosalba Giugni e la sera stessa salpa per il suo viaggio inaugurale.

## Navi gemelle
- Explora I
- Explora III
- Explora IV
- Explora V
- Explora VI